# Türme des Schweigens (Film)
Türme des Schweigens ist ein deutscher Spielfilm in Schwarzweiß aus dem Jahr 1952 von Hans Bertram. Das Drehbuch verfasste er selbst zusammen mit Walter Ulbrich. Die Hauptrollen sind mit Frits van Dongen, Gisela Uhlen und Carl Raddatz besetzt. Ins Kino kam der Streifen erstmals am 23. Oktober 1952.

## Handlung
In Damaskus lernt der holländische Pilot de Vries Helen Morrison kennen, die schöne junge Frau des Archäologen Robert Morrison. De Vries sieht, wie die Dame ein Schmuckstück verliert, und nimmt es an sich. Weil er von Helen fasziniert ist, bringt er ihr den Schmuck an ihrem 250 km entfernten Wohnsitz persönlich vorbei und hofft, dadurch ihre Freundschaft zu gewinnen. Die Wohnung befindet sich in Palmyra, ganz in der Nähe des sogenannten „Tal des Todes“, wo sich der Sage nach auch das mit kostbaren Schätzen ausgestattete Grab der Königin Zenobia befinden soll. Robert Morrison hat sich zum Ziel gesetzt, das Grab zu finden, allerdings nicht aus wissenschaftlicher Neugier, sondern nur um reich zu werden. Helen kann sich für diesen Plan nicht begeistern. Daher kommt ihr die neue Bekanntschaft gerade recht.
Aber noch eine weitere Person hat es auf die Grabschändung abgesehen: der hemmungslose und brutale Abenteurer Poolmans, und sogar Pelli, Morrisons Gehilfe, scheut sich nicht, seinem Herrn in den Rücken zu fallen, wenn er dadurch einen eigenen Vorteil erwarten kann.
Helen trennt sich von ihrem Mann. In Amsterdam findet sie eine Stelle als Büroangestellte. Ein paar Monate später trifft sie in dieser Stadt wieder auf de Vries. Die Freude der beiden über das Wiedersehen wird jedoch etwas getrübt, als plötzlich Poolmans auftaucht und Helen verrät, ihrem Gatten und Pelli sei es gelungen, das Grab der Zenobia aufzuspüren. Pelli aber verriet dieses Geheimnis an Poolmans.
Zwischen den Rivalen folgt ein erbitterter Wettlauf um den begehrten Schatz. Unabhängig voneinander gelingt es jedem, in Europa Finanzkreise für das Unternehmen zu interessieren. Wieder macht sich Morrison auf den Weg in den Orient, begleitet von Helen. Weil diese aber befürchtet, ihr Gatte könne sich zu einer Unbesonnenheit hinreißen lassen, nimmt sie heimlich dessen Schusswaffe an sich. Kurz vor dem Start der Maschine auf dem Flughafen Schiphol – als Pilot ist de Vries vorgesehen – kommt es zu einer heftigen Auseinandersetzung zwischen Morrison und Poolmans. Dabei rettet Helen ihrem Mann das Leben. Jetzt wird ihm bewusst, was er an Helen verloren hat. In einem Anfall maßloser Eifersucht fasst er den Plan, seinen Rivalen de Vries endgültig auszuschalten. Am Fuß der Türme des Schweigens, nahe dem Grabmal der Königin, kommt es zur letzten Auseinandersetzung zwischen den Männern. Als Sieger geht de Vries hervor. Zusammen mit Helen kehrt er in die Heimat zurück.

## Ergänzungen
Die Außenaufnahmen entstanden an den Originalschauplätzen der Handlung: in Amsterdam, im Den Haager Stadtteil Scheveningen, im Amsterdamer Flughafen Schiphol sowie in den orientalischen Städten Damaskus und Palmyra. Die Bauten wurden von den Filmarchitekten Max Mellin und Arne Flekstad entworfen.

## Kritik
Das Lexikon des internationalen Films zieht folgendes Fazit: „Mit Orientaufnahmen verkleideter, wenig packender deutscher Abenteuerfilm.“

## Quelle
- Programm zum Film: Das Neue Film-Programm, erschienen im gleichnamigen Verlag von H. Klemmer & Co., Neustadt an der Weinstraße, ohne Nummernangabe